# Paravitex
Paravitex  é um gênero botânico da família Lamiaceae.

## Espécie
Paravitex siamica

## Nome e referências
Paravitex Fletcher